# Le Grais
Le Grais – miejscowość i gmina we Francji, w regionie Normandia, w departamencie Orne.
Według danych na rok 1990 gminę zamieszkiwało 156 osób, a gęstość zaludnienia wynosiła 13 osób/km² (wśród 1815 gmin Dolnej Normandii Le Grais plasuje się na 730. miejscu pod względem liczby ludności, natomiast pod względem powierzchni na miejscu 385.).